# KwaBulawayo
KwaBulawayo en idioma zulú, significa literalmente "El Matadero". Fue el antiguo asentamiento base del gran líder guerrero Shaka Zulu.

## Origen del nombre
Fue llamado así porque, de acuerdo a la tradición mágica de poder de las antiguas tribus africanas, este debía ser administrado bajo formas de (de)mostración terribles. De manera discrecional, Shaka impartía en ese sitio justicia caprichosa y espartana: que acentuó su metodología terrorista especialmente al morir Nandi (madre de Shaka), por lo que éste entró en una profunda depresión, la que justificó la matanza de miles de personas en relación con figuras de maternidad, esponsales que tenían data reciente, insuficiencia de "tristeza" demostrativa, etc.

## En la literatura
En la novela "Nada el Lirio", de Henry Haggard (autor de "Las minas del Rey Salomón"), estas escenas truculentas son magistralmente descritas para mostrar la espiral descendiente que iba tomando el antiguo reino militar del conquistador que fue Shaka, el rey Zulu.

## Historia
Se calcula que el ascenso definitivo al poder de tal rey, como cabeza simultánea de dos tribus (la propia y la que lo adoptó y en donde pudo desarrollar su carrera y técnicas militares de avanzada, para la primera década y media del siglo XIX en Sudáfrica), importó la suma aproximada de un millón de muertos. Se ha atribuido al médico irlandés Henry Finn (huésped y rehén de parte de Gran Bretaña en los dominios de Shaka), que la pena de justicia máxima habitualmente impartida era el empalamiento. Y que su acto de ejecución, no discriminaba ni entre hombres ni mujeres: estas estaban especialmente bajo vigilancia, ya que Shaka utilizó la poligamia tribal habitual únicamente como salida regulada al deseo de apareamiento de sus guerreros, reclutados desde muy jóvenes y separados de sus madres, a las que trataban bajo una figura discriminatoria de "debilitadoras". De los múltiples terrenos sudafricanos hallados por el avance de las unidades militares zulúes (altamente disciplinadas, ligeras, incansables -de a pie- y rápidas en ataques en todo terreno, a la usanza tanto guerrillera como al estilo legionario romano en su despliegue).
- Datos: Q5961052